# هيلدر سوزا
هيلدر سوزا هو لاعب كرة قدم برتغالي في مركز الوسط، ولد في 13 أكتوبر 1977 في متزنيش في البرتغال. لعب مع أولمبياكوس نيقوسيا وديسبورتيفو تروفينسي وسبورتينغ براغا ونادي أبويل ونادي غوندومار ونادي فيزيلا ونادي فييرينسي.

## وصلات خارجية
- هيلدر سوزا على موقع قاعدة بيانات كرة القدم.إي يو (الإنجليزية)
- هيلدر سوزا على موقع Soccerway.com (الإنجليزية)